# Abrazija kože
Abrazija kože (lat. abrasio cutis) povreda je kože pri kojoj se odljušte slojevi ili čitava epiderma od kožice (lat. corium) ili se odljušti nadsluznica (lamina epithelialis) od sluznice (lat. excoriatio mucosae) zbog djelovanja tupog mehaničkog oruđa (posebno ako ima hrapavu površinu) ili zbog pada na hrapavu površinu. Ova je povreda površnija od razderotine (lat. laceratio). Ako postoji krvarenje, ono je minimalno. 
Površinske abrazije ne krvare i ne uzrokuju nastanak ožiljaka. Dublje abrazije mogu uzrokovati nastanak ožiljaka. 
Ogrebotine su abrazije koje nastaju grebanjem. Abrazije može izazvati i trljanje kože, konopac, ako postoji trenje s dlanovima, pad s motora ili bicikla i slično. Moguće je i da abrazije nastanu kontaktom tekstila (odjeće) s kožom, obično na unutarnjoj stani natkoljenica.
Umjesto pojma abrazija liječnici mnogo češće koriste pojam ekskorijacija (lat. excoriatio), obično taj pojam zapisuju pod dijagnozu. Osim mehaničih uzroka gubitka površnog dijela kože, ekskorijacija podrazumijeva i termičke i kemijske uzroke. Srodan je pojam je i avulzija (lat. avulsio) koji podrazumijeva gubitak svih slojeva kože.
Ako se abrazija nalazi na rožnici (lat. cornea) obično zarasta bez ožiljaka.

## Karakteristike abrazije
- Abrazija je lakša tjelesna povreda iz grupe ozljeda koja ne ostavlja posljedice, ali s njom treba postupati pažljivo jer je najčešće puna zagađenog stranog sadržaja.
- Nakon povrede iz rane ističu: tkivna tekućina, limfa i ponekad krv ako su oštećene kapilare u resicama kožice-korijuma.
- Izlivena tkućina brzo se osuši i s oštećenim stanicama epiderme formira čvrstu, žućkastu ili crvenkasto smeđu koricu - krastu (lat. crusta).
- Kao reakcija na povredu dolazi i do „priljeva“ leukocita koji se mogu pridružiti krasti.
- Nakon 7 do 14 dana počinje proliferacija epitela s rubova očuvanog epiderma, koji prvo pokriva defekt u jednom sloju stanica, kako bi se nakon nekoliko tjedana formirala cijela epiderma.[4]

## Značaj abrazija kože u sudskoj medicini
Abrazije su jako značajne u sudskoj medicini jer svojim izgledom mogu upućivati na vrstu oruđa kojim su nanesene, a mogu i odati tragove automobila kod prometnih nesreća (kotača, blatobrana...).

## Terapija
Za više informacija pogledajte Rana
- Svu prljavštinu, nečistoće i druge primjese (ulja, masnoću, čađu.) treba ukloniti iz rane obilnim ispiranjem mlakom vodom uz upotrebu medicinskog (baktericidnog) sapuna, a prema potrebi strani sadržaj ukloniti i mekom sterilnom četkicom. Ako je obrada oguljotine bolna, može se primijeniti neki od lokalnih anestetika (kao što su lidokain ili benzokain).
- Rana se zatim pere sterilnom fiziološkom otopinom (0,9% NaCl), a zatim i nekim dezinficijensom (Oktanisept, Rivanol, Asepsol).
- Preko rane stavlja se vazalinska gaza ili sterilna poveska (gaza, prvi zavoj...) i fiksira zavojem.[4][5]
- Ako se radi o većem broju abrazija ili su one na velikoj površini prema potrebi se propisuju analgetici, a kod masovnog zagađenja i lokalni, oralni ili parenteralni antibiotici.

## Proces ozdravljenja
Slike ispod prikazuju proces ozdravljenja abrazije na dlanu nakon okliznuća na beton.
- 32 minute nakon povrede
- 16 sati 45 minuta nakon povrede
- 1 dan 19 sati 32 minute nakon povrede
- 2 dana 22 sata 12 minuta nakon povrede
- 12 dana 23 sata 24 minutenakon povrede
- 13 dana 15 sati 30 minutanakon povrede
- 17 dana 11 sati i 30 minuta nakon povrede
- 18 dana 11 sati 43 minute nakon povrede
- 21 dan 18 sati 21 minutu nakon povrede
- 30 dana 4 sata 43 minute nakon povrede

## Također pogledajte
- Rana
- Koža

## Vanjske poveznice
|  | Molimo pročitajte upozorenje o korištenju medicinskih informacija. Ne provodite liječenje bez savjetovanja s liječnikom! |